# Desna (Dnepr)
Die Desna (russisch und ukrainisch Десна) ist ein 1.130 km langer linker Nebenfluss des Dnepr im westlichen bzw. europäischen Teil Russlands und in der Ukraine.

## Flusslauf
Sie entspringt in der russischen Oblast Smolensk in den Smolensker Höhen. Dort liegt ihre Quelle ostsüdöstlich von Smolensk und unweit von Jelnja in einem Wald beim Dorf Naleti. Die Desna fließt in südliche Richtungen nach Brjansk, nachdem die von Norden kommende Sudost einmündet. Nach dem Kreuzen der Grenze zur Ukraine fließt ihr der Seim aus Richtung Osten zu, wonach sie Tschernihiw erreicht. Weiter südlich mündet die Desna nur etwas nördlich der ukrainischen Hauptstadt Kiew in den Dnepr.
Die schiffbare Länge der Desna beträgt 535 km.

## Name
Der Name des Flusses Desna bedeutet „rechte Hand“, obwohl er ein linker Nebenfluss des Dnepr ist. Vermutlich wanderten die slawischen Stämme in diese Region von Süden ein und fanden dementsprechend den Fluss rechts vom Dnjepr.

## Nebenflüsse und Orte
- Die größten Nebenflüsse der Desna sind Bolwa, Seim, Snow und Sudost.
- An der Desna liegen unter anderem die Städte Brjansk und Tschernihiw.

## Geschichte des Hafens in Tschernihiw
Der moderne Flusshafen (Річпорт) von Tschernihiw wurde offiziell im August 1964 gegründet und entstand durch den Zusammenschluss der historischen Anlegestelle und der Reparaturbasis für die Flotte. Mit dem Rückgang der Bedeutung der Binnenschifffahrt und des Frachtumschlags nach den 1990er Jahren stellte der Hafen spätestens 2018 den regulären Betrieb ein.

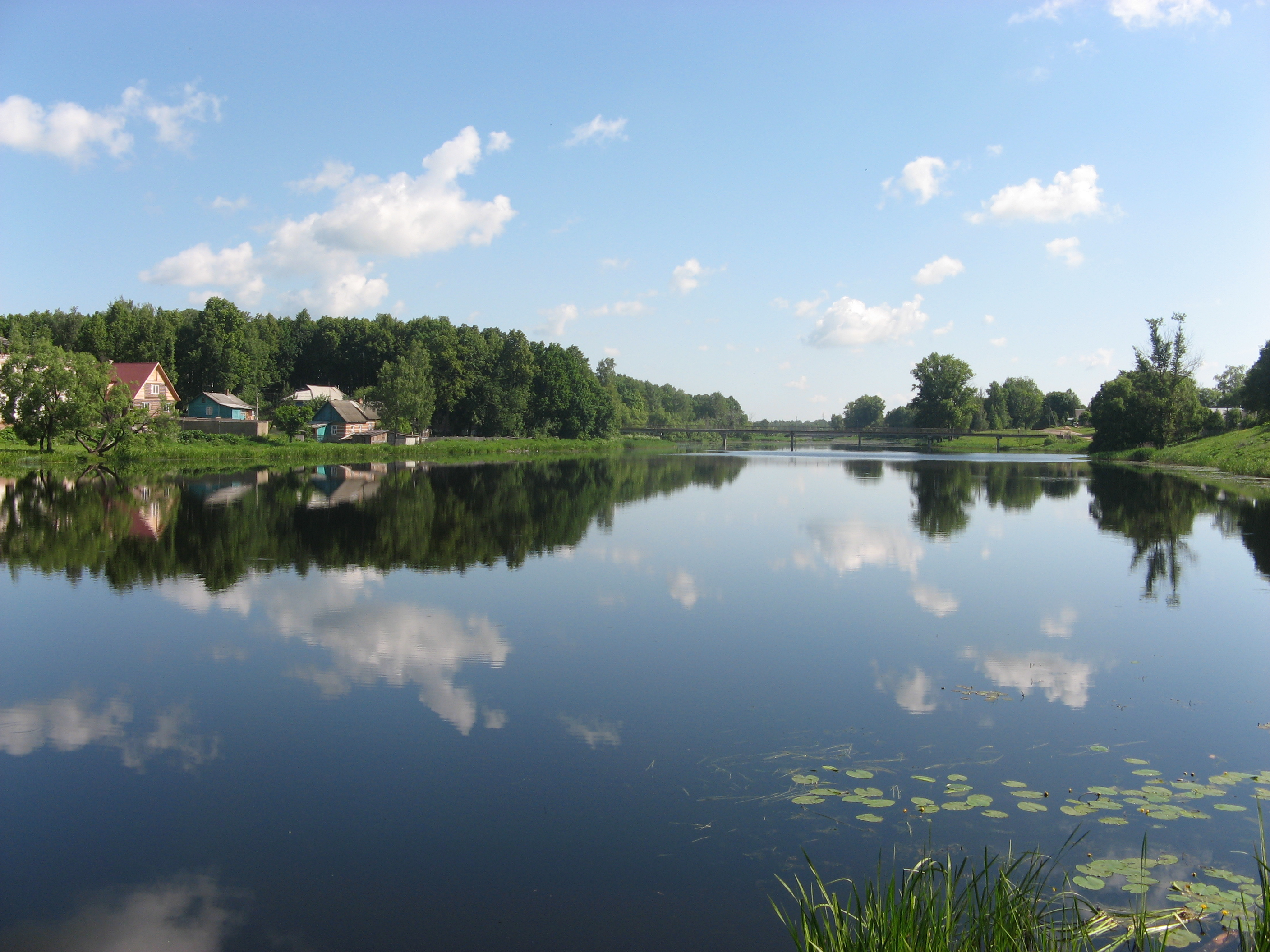
Desna bei Jelnja
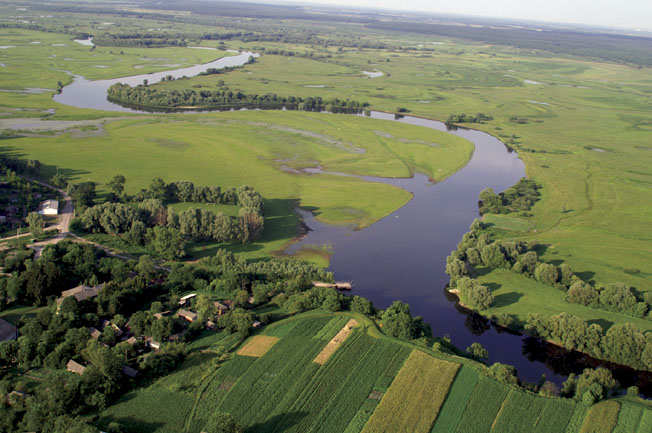
Lauf der Desna im Mesinski-Nationalpark bei Ponornyzja
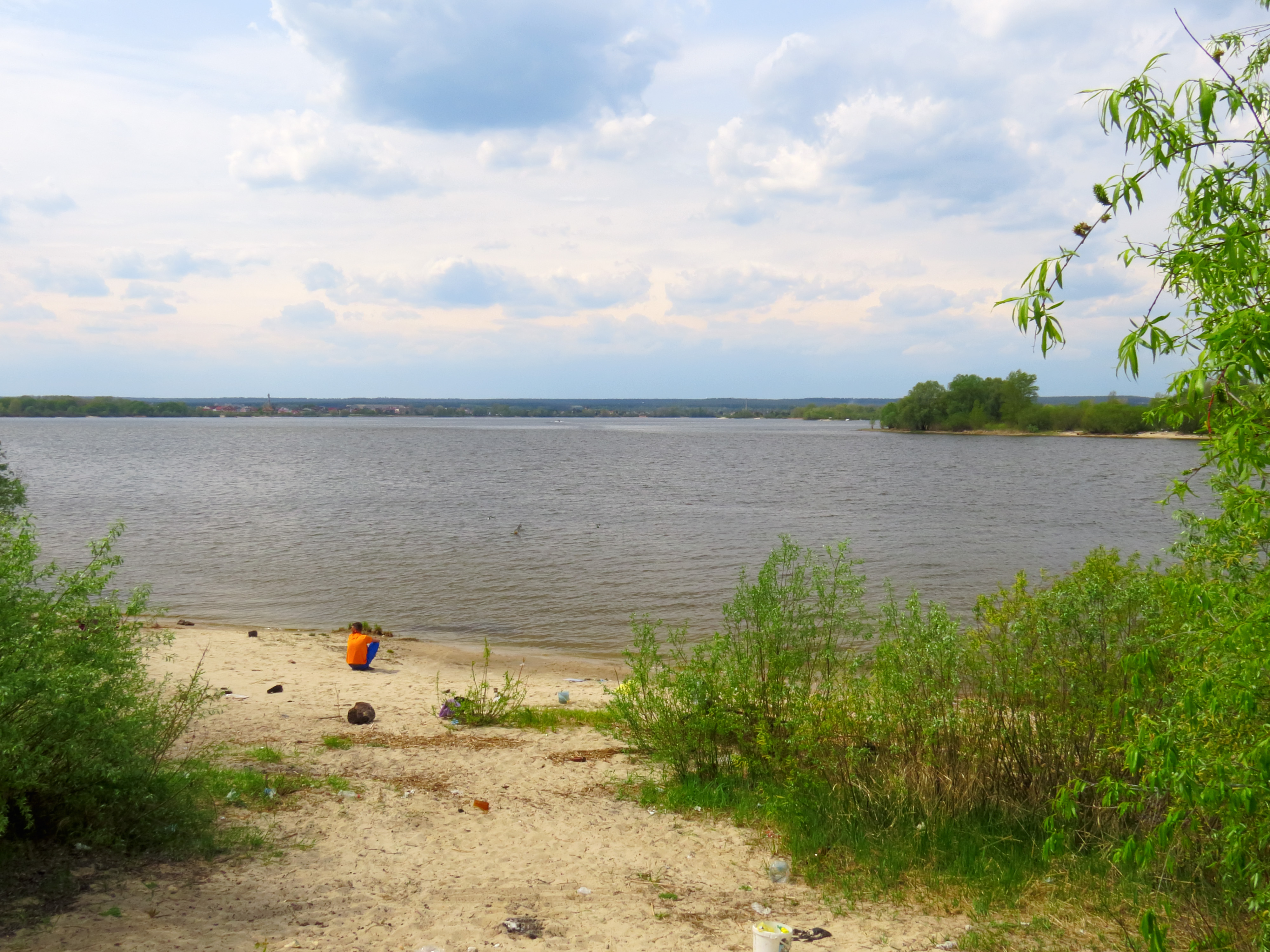
Mündung in den Dnepr unterhalb des Kiewer Meeres